# Grégoire Saint Pierre
Grégoire Saint Pierre est un réalisateur français de télévision, né en 1970. Il s'est fait connaître par ses réalisations dans les domaines du divertissement, de la mode et par ses captations de concerts. 

## Réalisations

### Émissions
- La Carte aux trésors France 3
- La Cible France 2
- Le Tout pour le tout[Lequel ?] France 2
- La Piste du savoir Al Jazeera
- Le Maillon faible TF1
- Les Douze Cœurs NRJ 12
- La Toile infernale Canal J
- Iapiap ! Canal J
- Les Report-Terre France 5
- L'École des stars Direct 8
- Destination Vérité Syfy
- Ecran Géant 13e rue
- Le manoir de la peur NT1
- Comment ça va bien ! France 2
- Business Angels : 60 jours pour monter ma boîte France 4
- Une Famille en or TF1
- Les dossiers de Syfy Syfy
- Le Mag NRJ 12
- Cache-toi si tu peux Gulli
- Le Labo de Damidot NRJ 12
- Family Battle C8
- Touche pas à mon poste ! C8
- Dites-le à Baba ! C8
- William à midi ! C8

### Défilés
- Chanel
- Christian Dior
- Yves Saint-Laurent
- Valentino
- Jacques Dessange

### Captations
- Le Cirque de Moscou sur glace, France 3 (2004)
- Les Étoiles du cirque de Pékin, France 3 (2003)
- Elista et Good Charlotte, concert à l'Olympia (2007)
- Billy Crawford au Zénith  (2005)
- Hugues Auffray au Théâtre du gymnase (2005)